# Wolgar Astrachan
Der FK Wolgar Astrachan (russisch Футбольный Клуб Волгарь Астрахань, Futbolny Klub Wolgar Astrachan) ist ein russischer Fußballverein aus der an der Wolga, die in dem Vereinsnamen verankert ist, gelegenen südrussischen Stadt Astrachan. Er wurde 1925 gegründet und spielt in der drittklassigen 2. Liga. Die Vereinsfarben sind Blau-Weiß.

## Geschichte

### Sowjetunion
Der Verein wurde 1925 gegründet und gehört damit den ältesten Fußballvereinen Russlands. In einer professionellen Meisterschaft spielte der Klub zum ersten Mal 1946. Damals noch als Pischtschewik trat der Verein zuerst in der dritten und ab 1948 in der zweiten Gruppe der Sowjetischen Fußballmeisterschaft an. In den 1950er Jahren spielte man nicht mehr auf sowjetischer Ebene, sondern nur noch in der Meisterschaft der Russischen SFSR. In der Saison 1958 spielte die Mannschaft wieder in den sowjetischen Meisterschaften mit, gleichzeitig wurde der Name des Vereins für zwei Jahre in Trud geändert. Von 1960 bis 1967 konnte sich der Verein in der Klasse B der sowjetischen Meisterschaften unter dem neuen Namen Wolgar etablieren. Von 1968 bis 1971 spielte der Klub sogar in der Klasse A (bzw. 1971 Ersten Liga). Dort erreichte der Verein nur den vorletzten Platz und stieg in die zweite Liga (entsprach der dritten Spielklasse) ab. Dort spielte die Mannschaft bis 1991 meist in der dritten Zone. Am Fußballpokal der Sowjetunion nahm der Verein 14 Mal teil. Am erfolgreichsten war er dabei in den Jahren 1970, 1971 und 1990/91, als jeweils das 1/32-Finale erreicht werden konnte.

### Russland
Nach dem Zerfall der Sowjetunion und der Gründung des Russischen Fußballverbandes spielte der Klub die ersten beiden Jahre 1992 und 1993 in der 2. Liga. Dort konnte sich die Mannschaft nicht halten und stieg in die 3. Liga ab, wo jedoch der sofortige Wiederaufstieg glückte. Von 1995 bis 1998 spielte das Team nun unter dem Namen Wolgar-Gasprom in der zweiten Division in verschiedenen Zonen. In der Saison 1998 gewann Wolgar-Gasprom die Meisterschaft der Staffel „Süd“ und stieg in die 1. Division auf. Von 1999 bis 2006 spielte die Mannschaft mit Ausnahme von 2004, als sie in die Staffel „Süd“ der 2. Division abstieg, in der 1. Division. Zwar beendete das Team die Saison 2006 auf dem 11. Tabellenplatz, doch der Klub geriet in finanzielle Schwierigkeiten und musste zwangsabsteigen. Die zweite Mannschaft des Clubs Wolgar-Gasprom-2 spielte 2007 im Amateurbereich weiter und der Club stieg unter diesem Namen sofort in die 2. Division auf und im Folgejahr noch einmal, so dass der Verein seit 2009 wieder in der 1. Division spielte. Zur Saison 2010 benannte sich die Mannschaft um, sie hieß wieder Wolgar-Gasprom Astrachan. Zu der Spielzeit 2012/13 bekam das Team den alten Namen Wolgar und stieg in das drittklassige Perwenstwo PFL ab, schaffte jedoch 2014 nach dem Gewinn der Staffelmeisterschaft Süd den sofortigen Wiederaufstieg in das zweitklassige Perwenstwo FNL. Am Ende der Saison 2015/16 erreichte der Verein einen Relegationsplatz um den Aufstieg in die Premjer-Liga, unterlag jedoch Anschi Machatschkala und blieb somit zweitklassig. Nach der Saison 2017/18 zog sich der Verein aus finanziellen Gründen in die dritte Liga zurück.

## Namen
Der Klub hat im Verlauf seiner Geschichte folgende Namen angenommen:
- Pischschewik (1925–1958)
- Trud  (1958–59)
- Wolgar (1960–94) (2012–)
- Wolgar-Gazprom (1995–2007), (2010–2012)

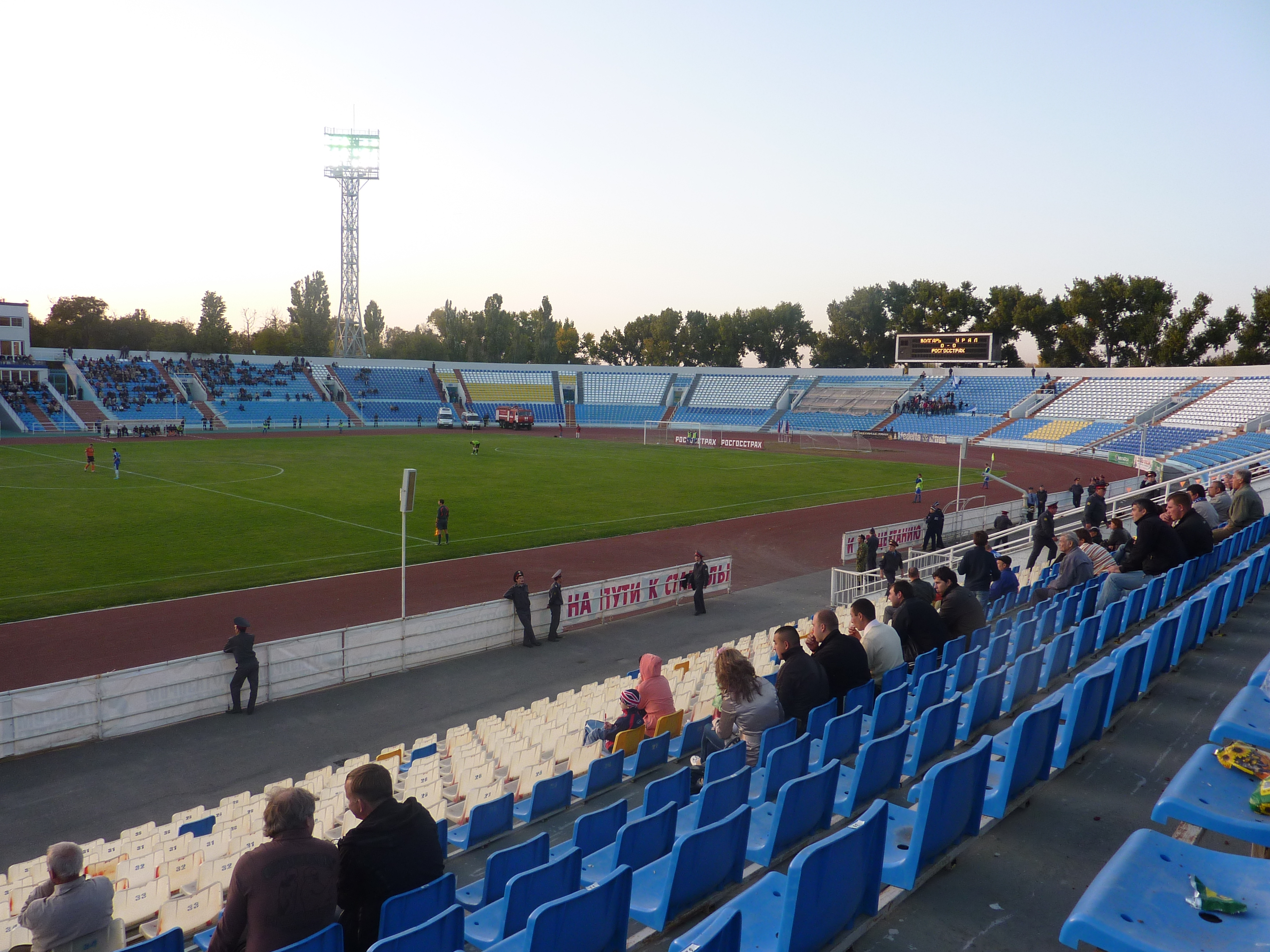
Das Zentralstadion von Astrachan bei einem Spiel gegen Ural Jekaterinburg

- Wolgar-Gazprom-2 (2007–10)

## Erfolge
- Staffelmeister in der dritten russischen Liga: 1998, 2008, 2014
- Meister der 3. Liga (vierthöchste Liga): 1994

## Rekordspieler
Die meisten Spiele für den Klub absolvierte mit 505 Ruslan Achmetschin, davon 487 Ligaspiele und 18 Pokalspiele. Rekordtorschütze des Vereins mit 127 Toren ist Andrei Anissimow. Rekordtorschützen einer Saison sind Gennadi Kapkow (1967) und Alexander Krotow (1998) mit jeweils 28 Toren.

## Bekannte ehemalige Spieler
- Rinat Dassajew – Stammtorwart der sowjetischen Fußballnationalmannschaft in den 1980er Jahren, Welttorhüter des Jahres 1988, Vizeeuropameister 1988 und zweifacher sowjetischer Meister (1979, 1987) spielte von 1975 bis 1977 bei Wolgar
- Wassil Chamutouski – ist Torwart der belarussischen Fußballnationalmannschaft spielte 2002 in Astrachan
- Qurban Qurbanov – Stürmer und Rekordtorschütze der aserbaidschanischen Fußballnationalmannschaft spielte 2003 bei Wolgar-Gasprom
- Roman Usdenow – Stürmer der kasachischen Fußballnationalmannschaft spielte zwischen 2005 und 2006 für Wolgar-Gasprom
- Washington Luigi Garcia
- Ivans Lukjanovs
- Nerijus Radžius
- Nikola Tonev
- Choren Bairamjan
- Dmitri Kusnezow
- Nika Pilijew
- Branimir Petrović
- German Andrejew
- Luboš Kalouda
- Ihor Kalinin